# Klasen (île)
Pour les articles homonymes, voir Klasen.
Klasen est une île norvégienne du comté de Hordaland appartenant administrativement à Stord.

## Description
Rocheuse et désertique, à fleur d'eau, elle s'étend sur environ 63 m de longueur pour une largeur approximative de 29 m.